# Véronique Hulmann
Véronique Hulmann Marti (* 1966 im Kanton Jura) ist eine Schweizer Diplomatin. Sie war seit 2017 Botschafterin der Schweiz in Kirgisistan. Seit 2021 ist sie Botschafterin in Nordmazedonien.

## Leben und Ausbildung
Véronique Hulmann Marti verfügt über einen Abschluss in Politikwissenschaft der Universität Neuenburg und einen Masterabschluss des Institut des Hautes Etudes Internationales et du Développement in Genf.
Hulmann ist verheiratet und hat drei Kinder.

## Berufliche Laufbahn
Véronique Hulmann arbeitete fünf Jahre lang für internationale Organisationen (IKRK und Vereinte Nationen) im Kriegs- und Postkonfliktbereich. 1998 trat sie in die Direktion für Entwicklung und Zusammenarbeit DEZA ein, wo sie für das Programm "Menschenrechte und Rechtsstaatlichkeit" zuständig war. Von 2001 bis 2004 war sie für das Dossier Bangladesch zuständig und wechselte dann als stellvertretende Leiterin des DEZA-Büros nach Indien.
Hulmann kehrte 2008 in die DEZA-Zentrale nach Bern zurück und übernahm die stellvertretende Abteilungsleitung und ab 2009 die Abteilungsleitung für die Region der Gemeinschaft Unabhängiger Staaten GUS. Danach zog sie nach Jerusalem, wo sie von 2013 bis 2017 als Büroleiterin der DEZA für Gaza und das Westjordanland arbeitete und auch für das regionale Dossier der UNRWA verantwortlich war.
Von 2017 bis 2021 war sie Botschafterin der Schweiz in Kirgisistan, seit 2021 ist sie Botschafterin in Nordmazedonien.